# تاتسويا يوشيدا
تاتسويا يوشيدا (باليابانية: 吉田達也 ) (و. 1961  م) هو موسيقي، وملحن، وطبال ياباني، ولد في كيتاكامي، إيواته، يستخدم آلات طقم طبول.

## روابط خارجية
- تاتسويا يوشيدا على موقع ميوزك برينز (الإنجليزية)
- تاتسويا يوشيدا على موقع أول ميوزيك (الإنجليزية)
- تاتسويا يوشيدا على موقع ديسكوغز (الإنجليزية)